# 上海大学社会学院
上海大学社会学院前身为上海大学文学院社会学系。2011年7月，社会学系独立建院，成立社会学院（School of Sociology and Political Science），下设社会学系、社会工作系、人类学与民俗学研究所，张文宏教授任院长。该院社会学二级学科跻身国家重点学科行列，成为全国4个社会学国家重点学科之一，是中国大陆社会学重镇。

## 历史沿革
- 1980年4月，经上海市高教局批准，国家教育部同意，在费孝通教授的直接关怀下[來源請求]，上海大学文学院（前身为复旦大学分校）恢复重建社会学系。这是1979年中国大陆恢复社会学学科后成立的第一个社会学系。
- 从1996年开始，社会学一级学科连续被列为国家“211工程”第一、二、三期重点建设学科；2007年，社会学二级学科跻身国家重点学科行列，成为全国4个社会学国家重点学科之一。[1]
- 2011年7月，社会学系独立建院，成立社会学院，下设社会学系、社会工作系、人类学与民俗学研究所，张文宏教授任院长。

## 教授
- 费孝通
- 李友梅
- 张文宏
- 袁华音
- 沈关宝
- 庞树奇
- 吴圣苓
- 邓伟志
- 仇立平
- 刘玉照
- 肖瑛

## 杂志
1981年，社会学系创办《社会》杂志。